# Milly (Manche)
Pour les articles homonymes, voir Milly.
Milly est une ancienne commune française du département de la Manche et la région Normandie, devenue le 1er janvier 2016 une commune déléguée au sein de la commune nouvelle de Grandparigny.
Elle est peuplée de 330 habitants.

## Géographie
La commune est à l'est de l'Avranchin. Son bourg est à 7 km à l'est de Saint-Hilaire-du-Harcouët et à 9 km au sud-ouest de Mortain.
| Chèvreville (comm. nouv. de Grandparigny) | Chèvreville (comm. nouv. de Grandparigny), Fontenay (comm. nouv. de Romagny Fontenay) | Fontenay (comm. nouv. de Romagny Fontenay)         |
| Parigny (comm. nouv. de Grandparigny)     | Milly                                                                                 | Romagny (comm. nouv. de Romagny Fontenay)          |
| Parigny (comm. nouv. de Grandparigny)     | Lapenty                                                                               | Villechien (comm. nouv. de Mortain-Bocage) Lapenty |

## Toponymie
Le toponyme serait issu d'un anthroponyme. Selon René Lepelley, il s'agirait du roman Aemilius, tandis qu'Albert Dauzat et Charles Rostaing proposent le gaulois Milius.
Le gentilé est Millais.

## Histoire
Un Richard de Milly est cité en 1082 dans une donation au prieuré du Rocher de Mortain. Au XIVe siècle, Pierre Rastell concéda le patronage de l'église de Milly au chapitre d'Avranches.
Le 1er janvier 2016, Milly intègre avec trois autres communes la commune de Grandparigny créée sous le régime juridique des communes nouvelles instauré par la loi no 2010-1563 du 16 décembre 2010 de réforme des collectivités territoriales. Les communes de Chèvreville, Martigny, Milly et Parigny deviennent des communes déléguées et Parigny est le chef-lieu de la commune nouvelle.

## Politique et administration
| Période   | Période       | Identité                          | Étiquette | Qualité                                                     |
| --------- | ------------- | --------------------------------- | --------- | ----------------------------------------------------------- |
| 1800      | 1811          | Jean-Marie Abraham                |           |                                                             |
| 1811      | 1816          | Alexandre du Hamel de Milly       |           | Officier d'Infanterie                                       |
| 1816      | 1825          | Jean Gilles Le Roy                |           |                                                             |
| 1825      | 1830          | Alphonse du Hamel de Milly        |           | Homme de lettres                                            |
| 1830      | 1833          | Pierre-Jacques Heslouis Basverger |           |                                                             |
| 1840      | 1848          | Jean-Baptise-Étienne Louet        |           |                                                             |
| 1848      | 1870          | René du Hamel de Milly            |           |                                                             |
| 1870      | 1916          | Arthur Legrand                    |           | Député (1871-1916)                                          |
| 1916      | 1932          | Alphonse Mary                     |           |                                                             |
| 1932      | 1934          | Maurice du Hamel de Milly         |           | Officier de Marine                                          |
| 1934      | 1945          | Louis Mary                        |           |                                                             |
| 1945      | 1977          | Xavier du Hamel de Milly          | DVD       | Agriculteur, suppléant du député Pierre Hénault (1958-1962) |
| 1977      | mars 2001     | Alexandre Lemée                   |           |                                                             |
| mars 2001 | mars 2014     | Michel Reusiau                    | UMP       |                                                             |
| mars 2014 | décembre 2015 | Marie-Claude Hamel                |           | Sans profession                                             |

Le conseil municipal était composé de onze membres dont le maire et deux adjoints. Ces conseillers intègrent au complet le conseil municipal de Grandparigny le 1er janvier 2016 jusqu'en 2020 et Marie-Claude Hamel devient maire délégué.

## Démographie
L'évolution du nombre d'habitants est connue à travers les recensements de la population effectués dans la commune depuis 1793. À partir du 1er janvier 2009, les populations légales des communes sont publiées annuellement dans le cadre d'un recensement qui repose désormais sur une collecte d'information annuelle, concernant successivement tous les territoires communaux au cours d'une période de cinq ans. 
Pour les communes de moins de 10 000 habitants, une enquête de recensement portant sur toute la population est réalisée tous les cinq ans, les populations légales des années intermédiaires étant quant à elles estimées par interpolation ou extrapolation. Pour la commune, le premier recensement exhaustif entrant dans le cadre du nouveau dispositif a été réalisé en 2006,.
En 2021, la commune comptait 330 habitants, en évolution de −2,65 % par rapport à 2015 (Manche : +0,44 %, France hors Mayotte : +2,49 %).
Milly a compté jusqu'à 867 habitants en 1806.
| 1793 | 1800 | 1806 | 1821 | 1831 | 1836 | 1841 | 1846 | 1851 |
| ---- | ---- | ---- | ---- | ---- | ---- | ---- | ---- | ---- |
| 825  | 853  | 867  | 766  | 798  | 819  | 849  | 823  | 793  |

| 1856 | 1861 | 1866 | 1872 | 1876 | 1881 | 1886 | 1891 | 1896 |
| ---- | ---- | ---- | ---- | ---- | ---- | ---- | ---- | ---- |
| 766  | 708  | 656  | 666  | 682  | 672  | 667  | 659  | 626  |

| 1901 | 1906 | 1911 | 1921 | 1926 | 1931 | 1936 | 1946 | 1954 |
| ---- | ---- | ---- | ---- | ---- | ---- | ---- | ---- | ---- |
| 605  | 606  | 606  | 509  | 539  | 522  | 523  | 545  | 496  |

| 1962 | 1968 | 1975 | 1982 | 1990 | 1999 | 2006 | 2011 | 2016 |
| ---- | ---- | ---- | ---- | ---- | ---- | ---- | ---- | ---- |
| 443  | 428  | 418  | 395  | 336  | 331  | 327  | 347  | 334  |

| 2019 | - | - | - | - | - | - | - | - |
| ---- | - | - | - | - | - | - | - | - |
| 327  | - | - | - | - | - | - | - | - |

## Économie
- Distillerie du Coquerel (eau-de-vie de cidre) : visite des chais.

## Lieux et monuments
- Château de Milly des XVIIIe – XIXe siècles, avec étang et parc arboré, construit sur les vestiges d'un ancien manoir. Il est la possession de la famille du Hamel de Milly[4].
- Château de Coquerel du XIXe siècle. Maison de maître sous l'Ancien Régime, le château a été réaménagé au XIXe siècle par les familles Mesenge de Saint-André et Legrand. Il devint le siège des Calvados du Coquerel après avoir échappé au pire à la Libération, quand les Allemands et l'administration d'occupation l'avaient réquisitionné en juillet 1944[4]. C'est René Gilbert (1911-2002) fondateur d'une distillerie en 1937 à Fontenay qu'il déplaça au manoir de Coquerel qu'il avait acheté en 1941. Depuis 1996, c'est Jean-François Martin qui est propriétaire du domaine[4].
- Église Saint-Pierre des XVIIIe siècle, entourée du cimetière et avec un cadran solaire sur le transept sud. C'était a l'origine l'ancienne chapelle du château qui fut agrandie ; l'église initiale ayant brûlée au XVIIe siècle. Elle abrite un maître-autel (XIXe), des bénitiers (XVIIIe), une chaire à prêcher (XVIIIe), des fonts baptismaux (XVIIe), un lutrin (XVIIIe), un tableau (XIXe) représentant la remise des clés, don de Napoléon III en 1858[4].
- Croix de chemin dont celles de la Petite Chapronnière (XXe siècle) et de la Petite Hyronnière (XIXe siècle).
- Croix de cimetière (1783).
- Calvaire du XIXe siècle appartenant à la famille du Hamel de Milly. En 1998, il fut déplacé en raison des vibrations des camions occasionnant des fissures[4].
- Lavoirs dont un à Brouillon.
- Rives de la Sélune, à son confluent avec l'Argonce et la Gueuche.
- Paysage de bocage.

## Personnalités liées à la commune
- Arthur Marie Alexis Legrand (1833-1916), propriétaire du manoir de Coquerel qu'il rénova, maire de Milly de 1870 à 1916 et député de Mortain de 1871 à 1885 et de 1889 à 1916.